# 長野県道444号駄科大瀬木線
長野県道444号駄科大瀬木線（ながのけんどう444ごう だしなおおせぎせん）は、長野県飯田市を走る一般県道。
起点と終点以外に交差する国道はない。
- 起点：飯田市駄科（国道151号交点）
- 終点：飯田市北方（飯田インター東交差点、国道153号交点）